# Jos Lerinckx
(Jos) Jozef Philip Michel Antoine Lerinckx (Halle, 13 juni 1920 - Mechelen, 23 december 2000) was een Belgisch componist. Vooral zijn beiaardcomposities werden bekroond.

## Levensloop
Van 1934 tot 1938 studeerde Lerinckx aan het kleinseminarie van Mechelen. Van oktober 1944 tot 1947 studeerde Lerinckx aan het Lemmensinstituut. In 1946 behaalde hij het Laureaatsdiploma en in 1947 het diploma Uitmuntendheid. 
Lerinckx was leerling van Mgr. Van Nuffel, Marinus de Jong, kanunnik De Laet en Flor Peeters. Dankzij de gunstige situatie van de heersende liturgische constellatie kreeg Lerinckx een muzikale vorming waarbij het gregoriaans, de klassieke polyfonie en modernere liturgische werken voor een speciale tint zouden zorgen in zijn oeuvre. 
Vanaf het schooljaar '47 benoemde het bisdom Lerinckx als leraar Frans en geschiedenis aan het Mechelse Sint-Romboutscollege. Lerinckx' visie van pedagogische omgang met de leerlingen was toen modern te noemen. De bezieling voor zijn beroep putte de priester-leraar minder uit zijn diploma dan uit zijn overtuiging. 
Haast elk college dat zichzelf respecteerde had een koor. Sommige daarvan zijn erg beroemd geworden, zoals het kathedraalkoor van Mechelen waarvan het knapenkoor van het Sint-Rombouts-college deel uitmaakte. Dit koor is vooral verbonden met zijn stichter Mgr. Jules Van Nuffel. Vanaf 1947 kon Lerinckx in de schaduw van deze meesterlijke autodidact werken. Zijn taak bestond erin als repetitor van de altpartij en als begeleider-organist het collegekoor mee klaar te stomen voor de "Big events" in de kathedraal.
In oktober 1971 liet Lerinckx zich inschrijven als leerling aan de Mechelse beiaardschool Jef Denyn waar hij o.a. les kreeg van Jef Rottiers. Op 25 juli 1974 behaalde Lerinckx zijn einddiploma aan de Koninklijke Beiaardschool.

## Composities

### Werken voor harmonie- en fanfareorkest
- 1989 Musicians suite
- Marinemars
- Molendans
- Pallietermars

### Vocale muziek

#### Werken voor koor
- 1952 Canticum Sanctus Israël te elegit, voor twee gelijke stemmen en orgel
- Desiderium cordis ejus in gratiarum actionem commode cantandum
- Triptiek, voor unisonokoor

#### Samenzang
- Onze redding uit het kwade - tekst: E. Keuleers
- Samenzijn van ons begeren - tekst: E. Keuleers
- Van allen verlaten - tekst: E. Keuleers
- Wie zijn taak als mens vervulde in dit leven - tekst: W. Bruyninckx
- Een Kyriale opgenomen in de Zingt Jubilate

### Kamermuziek
- 1953 Strijkkwartet
- 1984 Inauguration Tune, voor driedubbel trompetkwartet
- 1985 Play-time for Saxes, voor saxofoonkwartet
- 1999 Quick and slow
- 2000 Muziek voor blazers
- Christmas for Brass uit “Kerstmis in  Vlaanderen”, voor koperkwintet
  1. Herders Hij is geboren
  2. Het was een Maghet uutverkoren
  3. Nu sijt wellecome
  4. Er is een kindetje geboren
  5. Maria die soude naar Bethlehem gaan
  6. Het kindje Jezus is, geboren
  7. Hoe leit dit Kindeken
  8. Stille Nacht

### Werken voor orgel
- 1962 Toccata, Inleiding en fughetta op psalm 50
- 1989 Divertimento en Paraphrase op een oude kerkhymne voor orgel
- Divertissement
- Intonatio voor psalm 94

### Werken voor piano
- Piano Kaleidoscope: 6 easy pieces ( Four little ducklings / Hafabra-march / Scottish Dance / New Year ´s Waltz 1999 / The Swinging Tower / Cantilene )

### Werken voor Beiaard
- 1952 Variaties, fuga en finale over het lied "Het waren twee conincskinderen" - Bekroond in de compositiewedstrijd 1952
  1. Thema
  2. Wiegelied
  3. Wals
  4. Koraal-Preludium
  5. Fughetta
  6. Final
- 1953 Passacaglia
- 1954 Ballade in F
- 1955 Introduzione e fuga op het oude lied "Des winters als het regent"
- 1964 Uylenspieghelsuite - won de Jef Denynprijs
- 1965 Fantasy for bells and brass, voor beiaard en koperensemble
- 1973 Jubileumsuite - hommage aan Piet van den Broek
- 1974 Busleyden-menuet
- 1974 Impromptu in d - opgedragen aan zijn vriend: Gaston Van den Bergh
- 1983 Aria
- 1983 Fantasy on "Gaudeamus Igitur" uit het Leuvens Beiaardboek (1983) - geschreven voor Margot Halsted
- 1984 Thema en variaties, voor beiaard
- 1988 Carillon-Boogie, voor beiaard en harp
- 1996 Met "vier weverkens" op variatie, voor beiaard
- Aria II
- Vier witte eendjes uit De witte cowboy (ook voor andere instrumenten en bezettingen)